# 罗德里格·莱莫斯
罗德里格·莱莫斯（1973年10月3日—），乌拉圭已退役职业足球运动员，司职中场，曾加盟天津泰达。曾代表乌拉圭出战2001年美洲杯。其职业生涯大部分时间为乌拉圭民族与贝拉维斯塔效力。也曾参加1993年世青赛。